# Konstantinovy Lázně (przystanek kolejowy)
Konstantinovy Lázně – przystanek kolejowy w miejscowości Konstantinovy Lázně, w kraju pilzneńskim, w Czechach. Położona jest na wysokości 535 m n.p.m.
Na przystanku istnieje możliwość zakupu biletów na wszystkiego rodzaju pociągi oraz rezerwacji miejsc. 

## Linie kolejowe
- 177 Pňovany - Bezdružice